# استثمار البلاتين

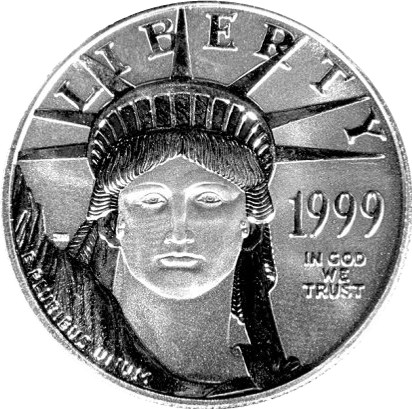
النسر البلاتيني الأمريكي ، العملة البلاتينية الرسمية للولايات المتحدة

غالبًا ما يتم مقارنة البلاتين كاستثمار في التاريخ المالي بالذهب والفضة ، واللذين كان من المعروف أنهما يستخدمان كأموال في الحضارات القديمة. ويفترض الخبراء أن البلاتين أكثر ندرة من الذهب بنحو 15 إلى 20 مرة وأكثر ندرة من الفضة بنحو 60 إلى 100 مرة، وذلك استناداً إلى الإنتاج السنوي للمناجم. منذ 2014 انخفضت أسعار البلاتين إلى ما دون أسعار الذهب. يتم استخراج ما يقرب من 75% من البلاتين العالمي في جنوب أفريقيا.

## نظرة تاريخية
يعتبر البلاتين نادرًا نسبيًا حتى بين المعادن الثمينة .  يبلغ إجمالي إنتاج المناجم الجديدة حوالي خمسة مليون أوقية ترويسية (160 t) فقط. سنة. في المقابل، يبلغ إنتاج مناجم الذهب حوالي 82,000,000 أوقية ترويسية (2,600 t) سنوي، ويبلغ إنتاج الفضة حوالي 547,000,000 أوقية ترويسية (17,000 t) . وبناء على ذلك، يميل البلاتين إلى التداول بأسعار أعلى لكل وحدة.[بحاجة لمصدر]
يتم تداول البلاتين في بورصة نيويورك التجارية وسوق البلاتين والبلاديوم في لندن. لكي تكون قابلة للبيع في معظم الأسواق العالمية، يجب تحليل سبائك البلاتين وختمها بطريقة مماثلة للطريقة التي يتم بها ختم الذهب والفضة.
يتغير سعر معدن البلاتين من خلال العرض والطلب عليه؛ فخلال فترة الاستقرار الاقتصادي المستدام والنمو، يميل سعر البلاتين إلى أن يكون ضعف سعر الذهب؛ بينما خلال فترات عدم اليقين الاقتصادي، يميل سعر البلاتين إلى الانخفاض بسبب انخفاض الطلب، وينخفض إلى ما دون سعر الذهب، ويرجع ذلك جزئي إلى زيادة أسعار الذهب. وصل سعر البلاتين إلى ذروته عند 2252 دولار أميركي للأونصة في مارس 2008 بسبب مخاوف تتعلق بالإنتاج (والتي نجمت جزئياً عن مشاكل في توصيل الطاقة إلى المناجم في جنوب أفريقيا ). ثم انخفض بعد ذلك إلى 774 دولار أمريكي للأونصة (25 دولار أمريكي / جرام) في نوفمبر 2008. منذ 21 نوفمبر 2022، بلغ سعر البلاتين الفوري في نيويورك 980 دولار للأوقية، مقارنة بـ 1742 دولار للأوقية للذهب و20.84 دولار للأوقية للفضة. يتم تداول البلاتين في السوق الفورية بالرمز "XPT". عند التسوية بالدولار الأمريكي، يكون الكود هو "XPTUSD". ومع انخفاض تكلفة البلاتين للأونصة، ارتفعت تكلفة الأونصة للمعادن الأخرى في مجموعة البلاتين ــ وخاصة البلاديوم ــ بقوة. اعتبارًا من نوفمبر 2022، بلغ سعر البلاديوم حوالي 1900 دولار أمريكي للأوقية، مقارنة بـ 980 دولار أمريكي للبلاتين.

## أدوات الاستثمار

### المنتجات المتداولة في البورصة

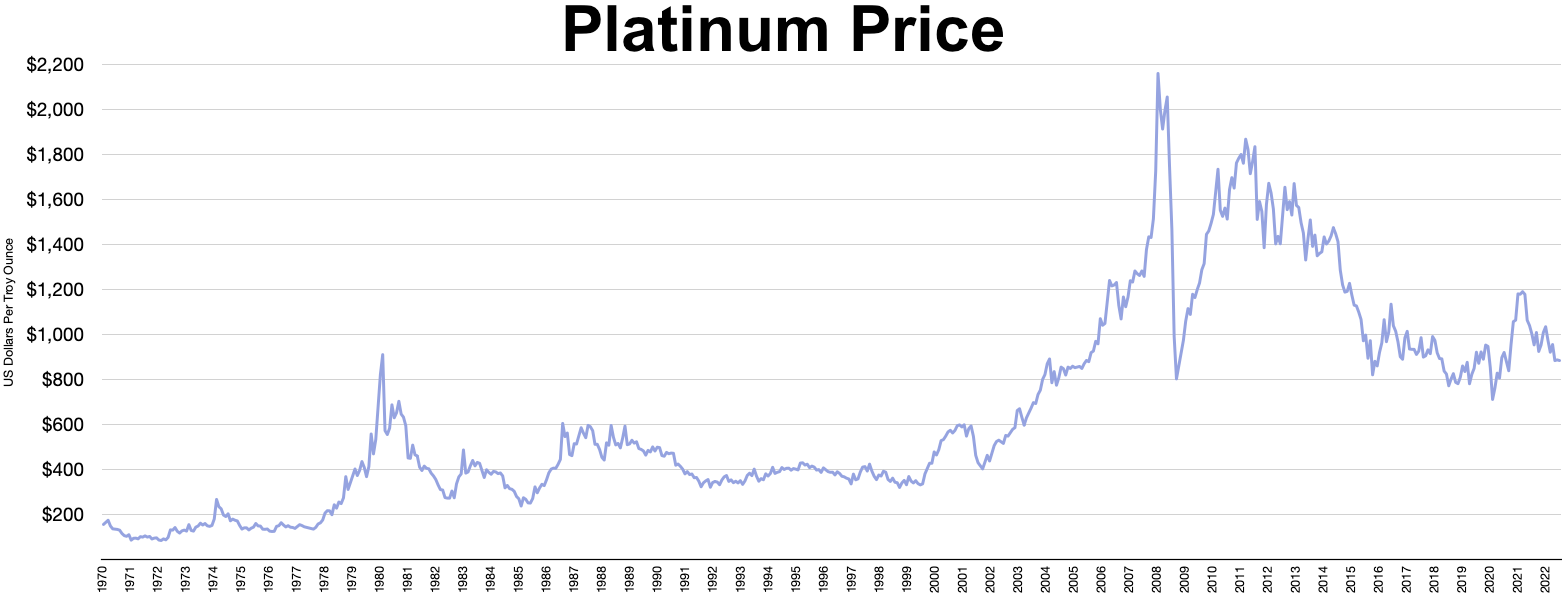
سعر البلاتين 1970-2022

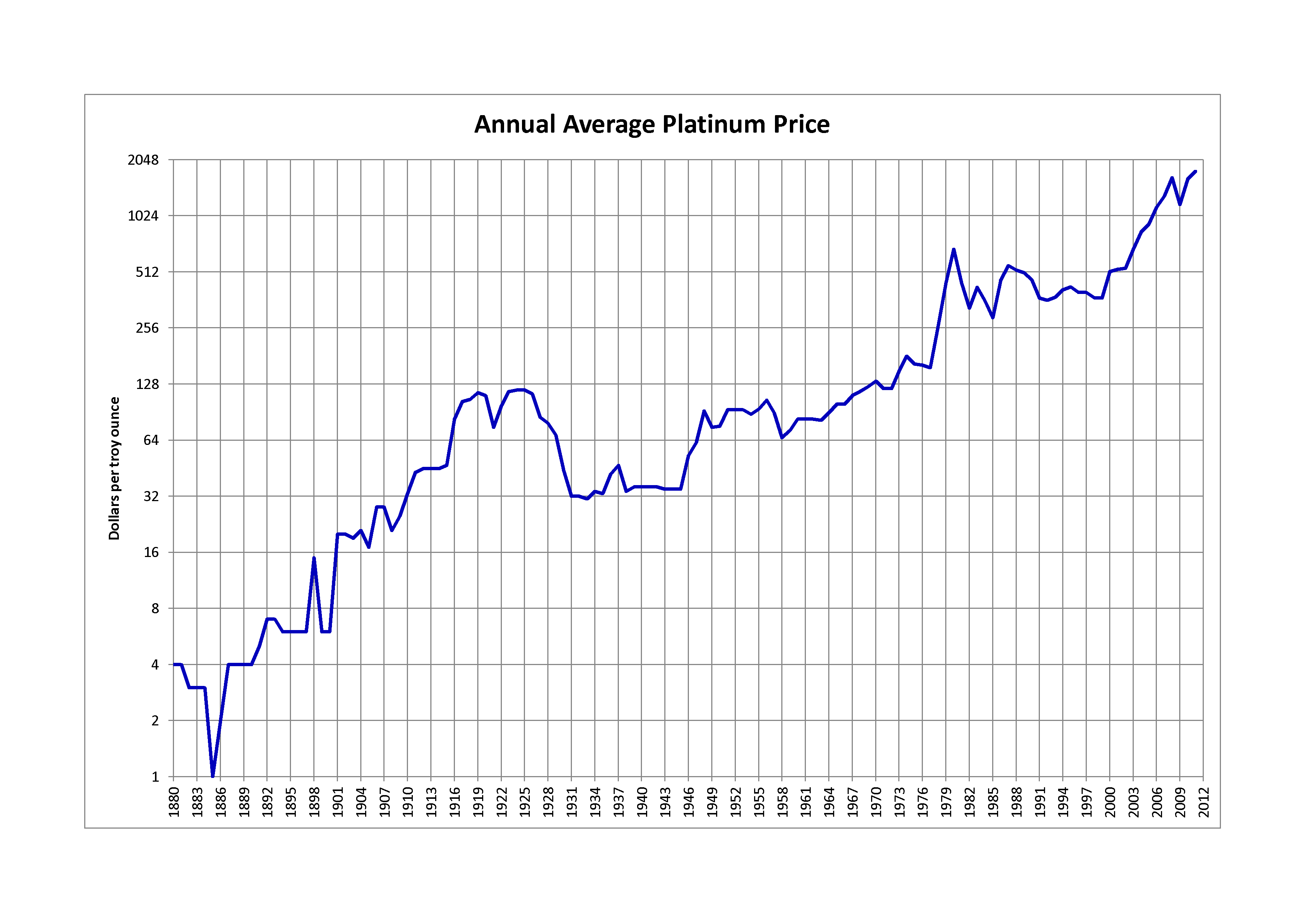
سعر البلاتين 1880–2011

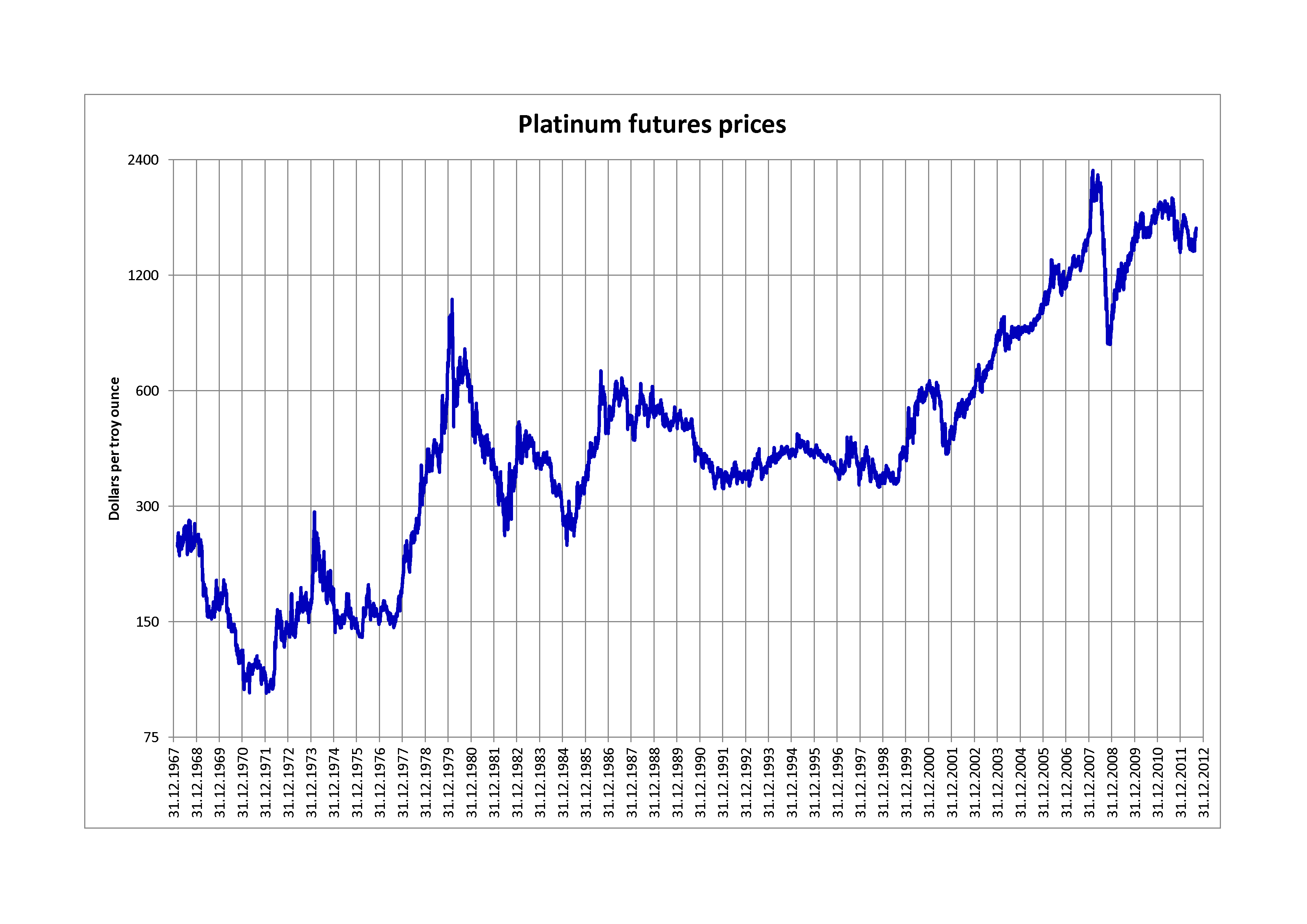
سعر البلاتين 1968–2012

يتم تداول البلاتين كصندوق متداول في البورصة في بورصة لندن تحت رمز التداول س ل أ م: PHPT وفي بورصة نيويورك للأوراق المالية كرموز PPLT و PLTM كما تتوفر أيضًا العديد من ETNs ( الأوراق المالية المتداولة في البورصة ).

### عملات وسبائك البلاتين

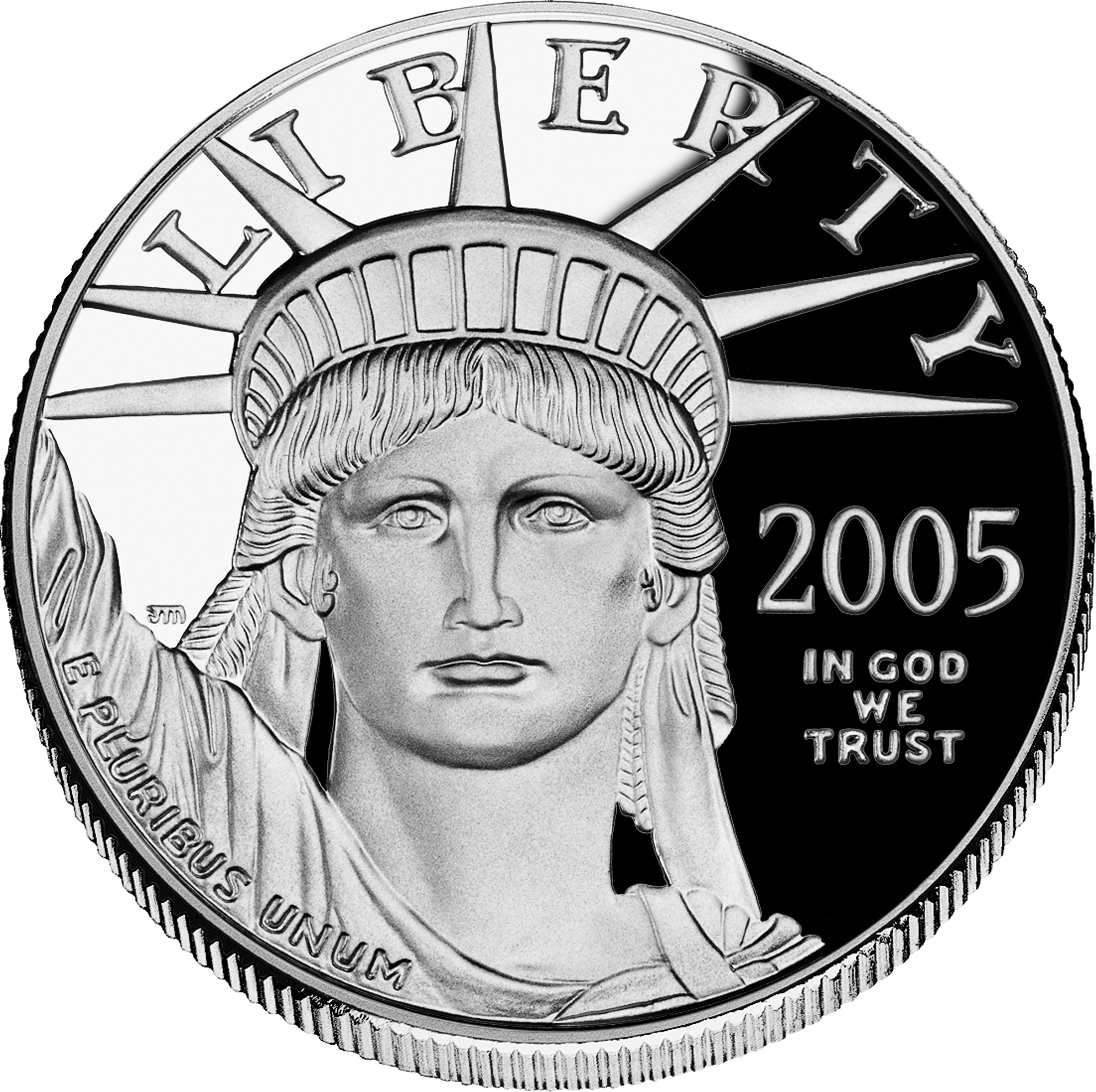
النسر البلاتيني الأمريكي

تتوفر قضبان البلاتين من مصانع مختلفة بأحجام مختلفة، مثل 1 أوقية، 10 أوقية، 1 كجم. تعد عملات البلاتين طريقة أخرى للاستثمار في البلاتين، على الرغم من أن عدد قليل نسبيًا من أنواع عملات البلاتين تم سكها، وذلك بسبب تكلفتها وصعوبة العمل بها. منذ عام 1997 بدأت دار سك العملة الأمريكية في بيع عملات النسر البلاتيني الأمريكي للمستثمرين.

### المجوهرات كاستثمار
كانت المجوهرات منذ فترة طويلة صندوق للثروة في دول مثل الهند، ولكن هذه الطريقة للاحتفاظ بالقيمة لتمريرها إلى الورثة شهدت أيضًا شعبية في أوروبا وكذلك الولايات المتحدة بدءًا من أواخر عام 2010.

### الحسابات
توفر معظم البنوك في سويسرا حسابات بلاتينية حيث يمكن شراء البلاتين أو بيعه على الفور مثل أي عملة أجنبية. على عكس البلاتين المادي، لا يمتلك العميل المعدن الفعلي بل لديه حق مطالبة البنك بكمية معينة من المعدن.

### العقود الآجلة
خيار استثماري آخر هو إنشاء عقد مستقبلي حيث يتم تحديد وقت ومكان محددين مسبقا لشراء أو بيع البلاتين. وعلى عكس الخيارات، فإن المعاملة تعتبر التزامًا، وليست حقًا. تتداول بورصة نيويورك التجارية (NYMEX) وبورصة طوكيو للسلع (TOCOM) عقود البلاتين الآجلة بحجم عقد أدنى يبلغ 50 أونصة تروي و500 جرام على التوالي.

### طرق أخرى
تشمل الطرق الأخرى للاستثمار في البلاتين امتلاك أسهم في شركات التعدين ذات الأصول أو التعرض الكبير للبلاتين، وامتلاك خيارات متداولة في البلاتين (متوفرة فقط في السوق الأمريكية).